# Amara robustula
Amara robustula är en skalbaggsart som beskrevs av Horn. Amara robustula ingår i släktet Amara och familjen jordlöpare. Inga underarter finns listade i Catalogue of Life.